# Ломаксино
Лома́ксино — деревня в составе Сакулинского сельского поселения Палехского района Ивановской области.

## География
Деревня находится на востоке Палехского района, в 11,6 км к востоку от Палеха (32 км по автодорогам), в 1,5 км к северо-западу от Левинского озера.

## Население
| 1859 | 1905 | 2010 |
| ---- | ---- | ---- |
| 53   | ↗58  | ↘6   |